# Zhoř u Mladé Vožice
Pour les articles homonymes, voir Zhoř.
Zhoř u Mladé Vožice (en allemand : Shorsch) est une commune du district de Tábor, dans la région de Bohême-du-Sud, en Tchéquie. Sa population s'élevait à 100 habitants en 2020.

## Géographie
Zhoř u Mladé Vožice se trouve à 4 km à l'ouest-nord-ouest de Mladá Vožice, à 16 km à nord-nord-est de Tábor et à 64 km au sud-sud-est de Prague.
La commune est limitée par Oldřichov au nord, par Mladá Vožice à l'est, par Řemíčov au sud, et par Nová Ves u Mladé Vožice à l'ouest.

## Histoire
La première mention écrite du village date de 1357.

## Galerie

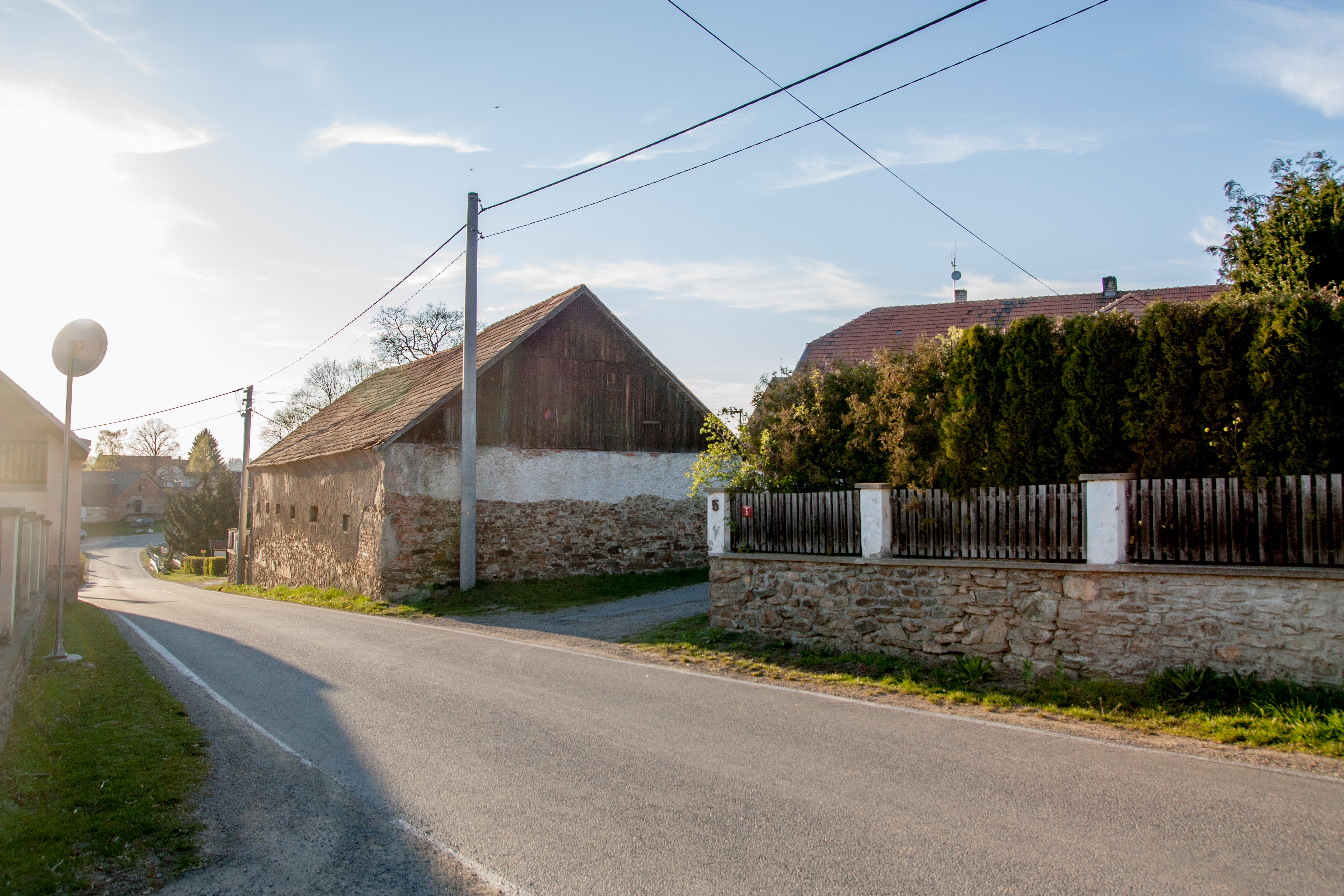
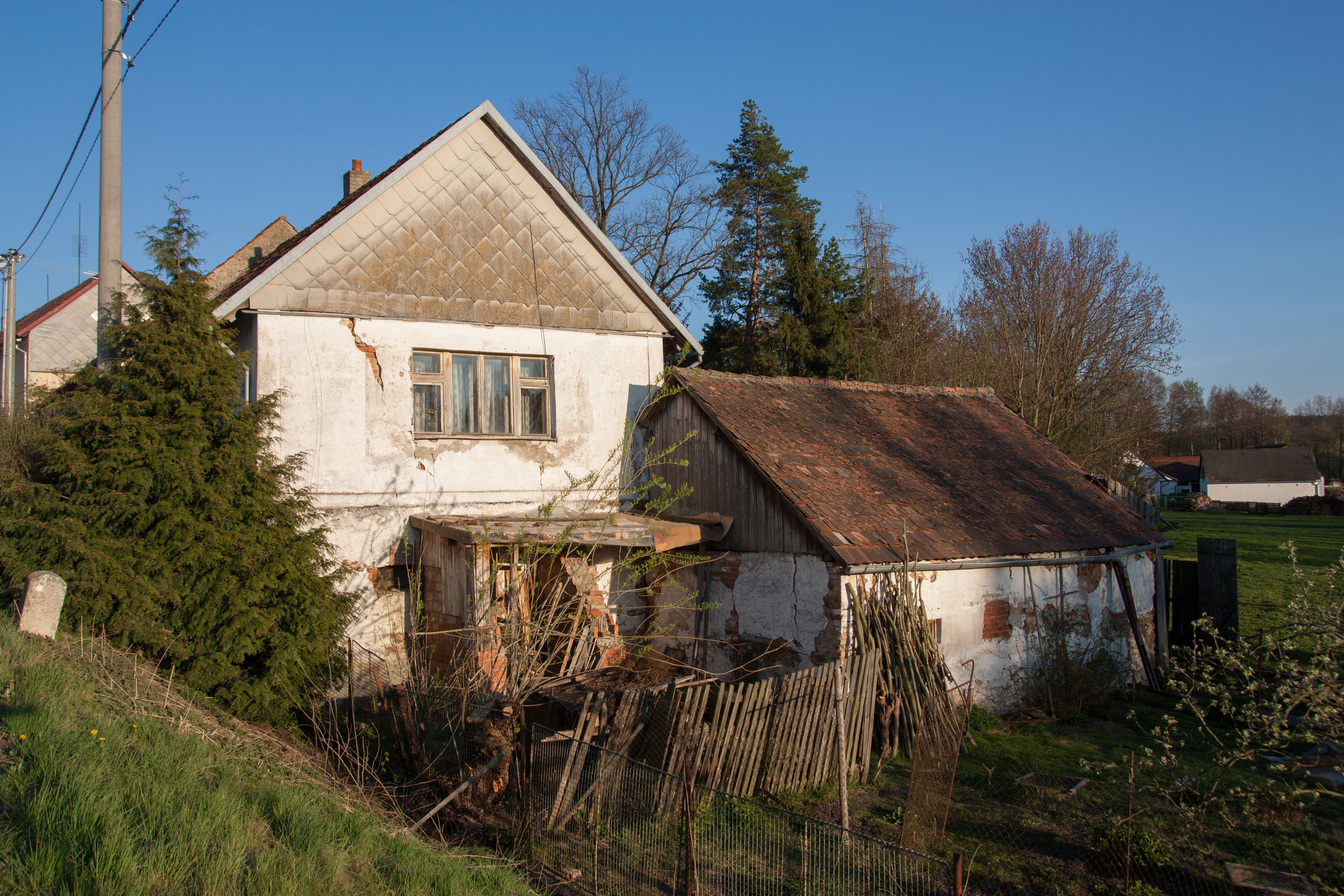
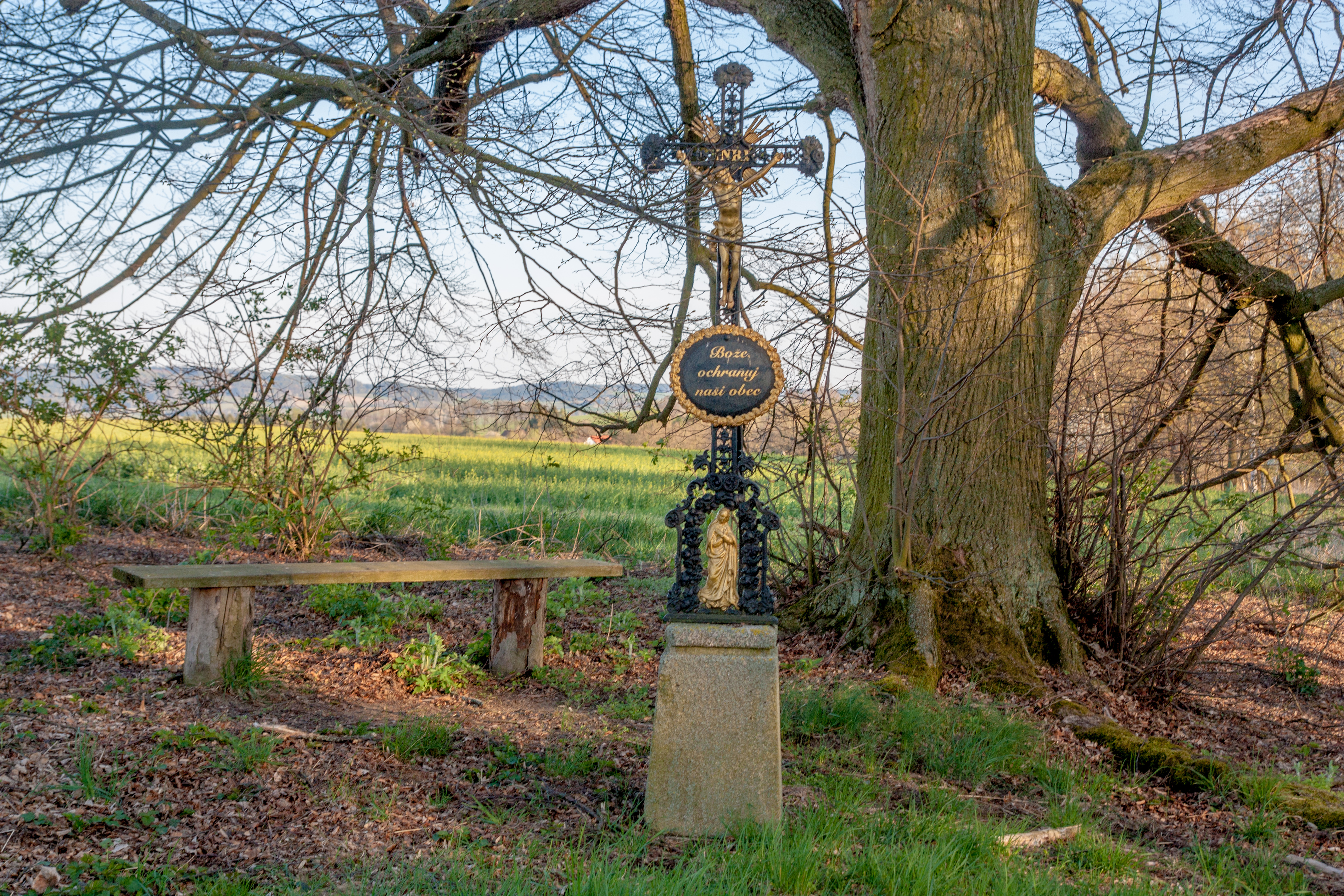
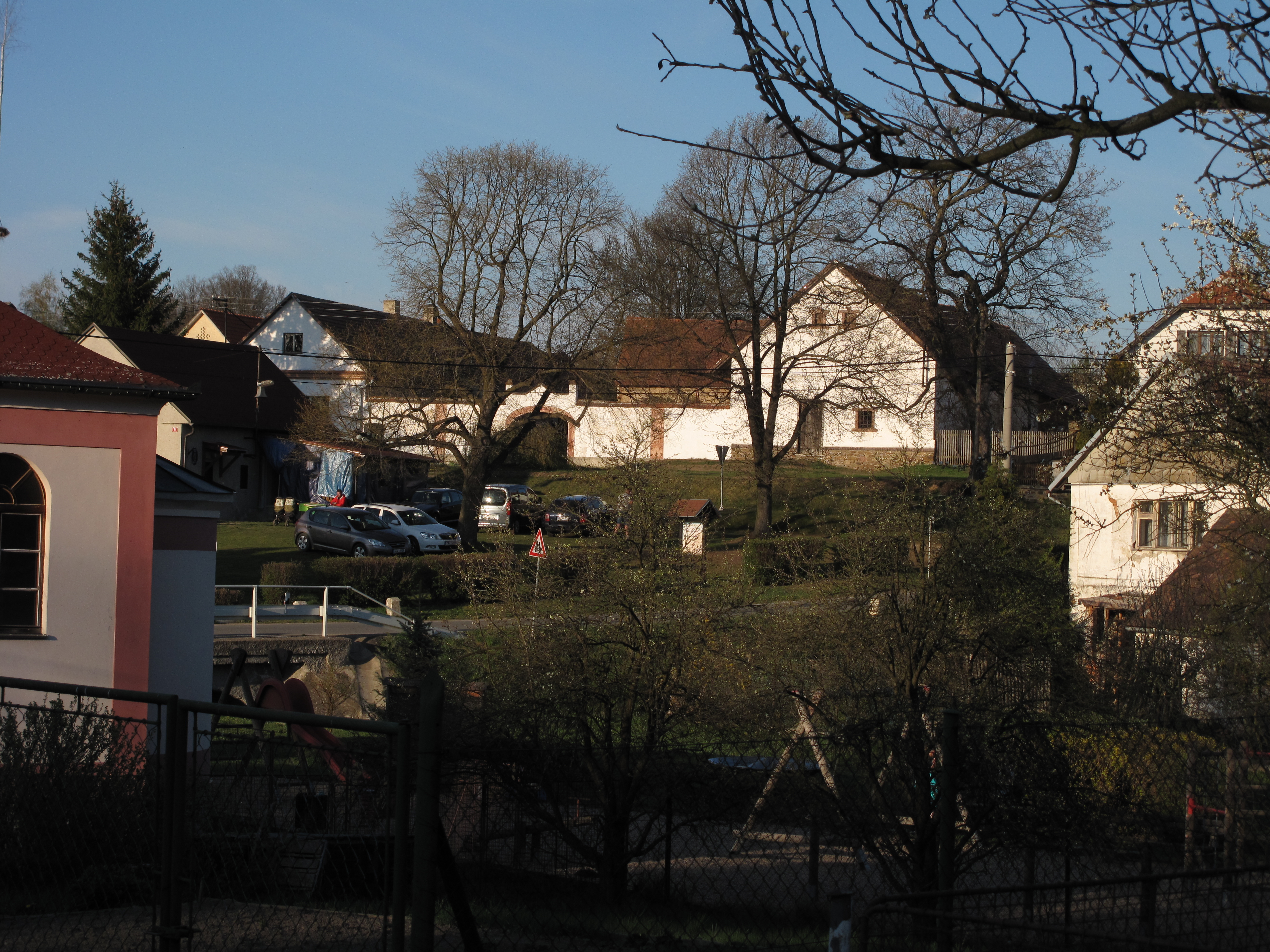